# Wilhelm von Hohenau (1854-1930)

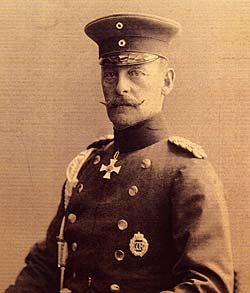
Wilhelm graaf van Hohenau

Georg Albrecht Wilhelm graaf von Hohenau (Dresden, 25 april 1854 - Bad Flinsberg, 28 oktober 1930) was een Duits edelman.
Wilhelm was de oudste zoon van prins Albert van Pruisen uit diens morganatische verbinding met Rosalie von Rauch. Met haar was hij getrouwd nadat zijn huwelijk met de Nederlandse prinses Marianne was gestrand. Zij was door de koning van Pruisen verheven tot gravin van Hohenau en naar het gebruik van die tijd kregen haar kinderen haar naam en titel. Wilhelms vader was de jongste zoon van koning Frederik Willem IV van Pruisen. Zijn moeder was een dochter van de Pruisische oorlogsminister Gustav von Rauch.
Wilhelm was militair en werd uiteindelijk luitenant-generaal, vleugeladjudant van keizer Wilhelm II van Duitsland en commandant van het Pruisische eerste Gardebrigade der Cavalerie. Hij was een van de hoofdrolspelers in de zogenaamde Harden-Eulenburgaffaire (de controverse rond een reeks van militaire en burgerlijke rechtszaken over homoseksueel gedrag ten overstaan van prominente leden van het kabinet en de entourage van keizer Wilhelm II in de periode 1907 tot 1909). Hohenau werd uiteindelijk vrijgesproken van de beschuldiging van homoseksualiteit, maar moest na afloop van de processen het leger verlaten.
In 1914, na het overlijden van zijn jongere broer Friedrich von Hohenau betrok hij het Slot Albrechtsberg dat zijn vader aan zijn moeder had nagelaten. In 1925 moest hij dit Slot verkopen aan de stad Dresden, om zijn speelschulden te kunnen voldoen.
Wilhelm trouwde tweemaal. Met Laura Gravin Saurma von und zu der Jeltsch kreeg hij twee dochters. Met Margaretha von Hohenlohe-Öhringen kreeg hij nog een zoon en een dochter.
Hij dient niet verward te worden met zijn neef (de zoon van zijn broer Friedrich) Wilhelm, die een niet onaanzienlijk paardrijder was.